# Pseudoplantago bisteriliflora
Pseudoplantago bisteriliflora là loài thực vật có hoa thuộc họ Dền. Loài này được C.C.Towns. miêu tả khoa học đầu tiên năm 1988.